# Pseudoamblyteles homocerus
Espèce
Synonymes
- Pseudoamblyteles transitorius  (Constantineanu, 1929)

Pseudoamblyteles homocerus est une espèce d'hyménoptères de la famille des Ichneumonidae.

## Classification
L'espèce Pseudoamblyteles homocerus a été décrite en 1854 par Constantin Wesmael sous le protonyme d’Amblyteles homocerus.

### Publication originale
- [1854] (la + fr) Wesmael, « Ichneumones amblypygi Europaei », Bulletins de l'Académie royale des sciences, des lettres et des beaux-arts de Belgique., Bruxelles, vol. 1854,‎ 1854, p. 77-142 (ISSN 0770-7509, OCLC 1589466 et 472187722, lire en ligne). .